# Колбеев, Александр Никитич
Колбеев, Александр Никитич (1915—2008) — советский лётчик, участник Великой Отечественной войны, Герой Советского Союза. Воевал в составе Ленинградского, Сталинградского, Южного, Северо-Кавказского, 2-м Прибалтийского фронтов и в Отдельной Приморской армии в должностях командира звена, командира авиаэскадрильи и штурмана полка.

## Биография
Александр Никитич Колбеев родился 20 июня 1915 года в Ростове-на-Дону в семье рабочего. Русский. В 1934 году окончил школу морского ученичества. В том же году был призван в Красную Армию.

## Память
- Имя А. Н. Колбеева выбито на мемориальной плите на Сапун-горе.

## Награды
- Орден Ленина
- Три ордена Красного Знамени
- Орден Александра Невского (СССР)
- Орден Богдана Хмельницкого I степени
- Три ордена Отечественной войны I степени
- Два ордена Красной Звезды
- Медали